# برهان الدين البقاعي
برهان الدين البِقاعي (809- 885 هـ) هو إبراهيم بن عمر بن حسن بن الرباط بن علي بن أبي بكر البقاعي، نزيل القاهرة، ثم دمشق.

## مولده ونشأته
ولد البِقاعي سنة 809 هـ بقرية خربة روحه  من عمل البِقاع، ونشأ بها ثم تحول إلى دمشق، ثم فارقها ودخل بيت المقدس، ثم القاهرة، وقرأ ودرس في الفقه والنحو، وفي القراءات، وبرع في جميع العلوم وفاق الأقران، وأصبح من الأئمة المتقنين المتبحرين في جميع المعارف، ومن أمعن النظر في كتاب له في التفسير، والذي جعله في المناسبة بين الايات والسور، علم أنه من أوعية العلم المفرطين في الذكاء الجامعين بين علمي المعقول والمنقول.

## شيوخه
1. التاج بن بهادر.
2. علي الجزري.
3. التقي الحصني.
4. التاج الغرابيلي.
5. العماد بن شرف.
6. الشرف السبكي.
7. العلاء القلقشندي.
8. القاياني.
9. ابن حجر العسقلاني.
10. أبو الفضل المغربي.

## محنته في حياته
قد نال برهان الدين البقاعي من علماء عصره بسبب تصنيفه لكتاب التفسير، وأنكروا عليه النقل من التوراة والإنجيل، وأغروا به الرؤساء، وقد ألف رسالة يجيب بها عنهم وينقل الأدلة على جواز النقل من الكتابين، وفيها ما يشفي، وقد حج ورابط وانجمع، فأخذ عنه الطلبة في فنون وصنف التصانيف، ولما تنكر له الناس وبالغوا في أذاه، لم أطرافه وتوجه إلى دمشق، وقد كان بلغ جماعة من أهل العلم في التعرض له بكل ما يكره إلى حد التكفير حتى رتبوا عليه دعوى عند القاضي المالكي أنه قال: إن بعض المغاربة سأله أن يفصل في تفسيره بين كلام الله وبين تفسيره بقوله: أي، أو نحوها دفعا لما لعله يتوهم.
وقد كان رام المالكي الحكم بكفره وإراقة دمه بهذه المقالة حتى ترامى المترجم له على القاضي الزيني بن مزهر، فعذره وحكم بإسلامه، وقد امتحن الله أهل تلك الديار بقضاة من المالكية يتجرؤون على سفك الدماء بما لا يحل به أدنى تعزير، فأراقوا دماء جماعة من أهل العلم جهالة وضلالة وجرأة على الله، ومخالفة لشريعة رسول الله، وتلاعباً بدينه, بمجرد نصوص فقهية واستنباطات فروعية ليس عليها أثارة من علم.

## كتبه
| العنوان                                                                                            | اللغة   | الناشر                        | عدد الصفحات | الرقم الدولي         | المصدر               |
| -------------------------------------------------------------------------------------------------- | ------- | ----------------------------- | ----------- | -------------------- | -------------------- |
| نظم الدرر في تناسب الآيات والسور                                                                   | العربية | دار الكتب العلمية             | 5073        | (ردمك 2745105795)    | [ 5 ] [ 6 ] [ 7 ]    |
| مصرع التصوف ويليه كتاب تحذير العباد من أهل العناد ببدعة الاتحاد                                    | العربية | دار اليسر                     | 240         |                      | [ 8 ] [ 9 ]          |
| تنبيه الغبي إلى تكفير ابن عربي                                                                     | العربية | دار الكتب العلمية             |             |                      | [ 10 ] [ 11 ] [ 12 ] |
| عنوان الزمان في تراجم الشيوخ والاقران.                                                             | العربية | دار الكتب العلمية             |             |                      | [ 13 ]               |
| بذل النصح والشفقة للتعريف بصحبة السيد ورقة                                                         | العربية | دار الكتب العلمية             |             |                      | [ 14 ]               |
| النكت الوفية بما في شرح الألفية للحافظ العراقي في علم مصطلح الحديث                                 | العربية | دار الكتب العلمية             | 720         |                      | [ 15 ] [ 4 ]         |
| مصاعد النظر للإشراف على مقاصد السور                                                                | العربية | دار الكتب العلمية             |             |                      | [ 16 ]               |
| إنارة الفكر بما هو الحق في كيفية الذكر                                                             | العربية | دار الكتب العلمية             | 140         |                      | [ 17 ]               |
| أخبار الجلاد في فتح البلاد                                                                         | العربية | دار الكتب العلمية             |             |                      | [ 18 ] [ 13 ]        |
| مختصر في السيرة النبوية والثلاثة الخلفاء                                                           | العربية | دار الكتب العلمية             |             |                      | [ 13 ]               |
| في علمي الحساب والمساحة                                                                            | العربية | دار الكتب العلمية             |             |                      | [ 13 ]               |
| الإيذان بفتح أسرار التشهد والأذان                                                                  | العربية | مكتبة الرشد                   |             |                      | [ 19 ]               |
| تهديم الأركان من ليس في الإمكان أبدع مما كان وتثبيت قواعد الأركان (الكتابان يناقشان نظرية الغزالي) | العربية | دار الكتب العلمية             | 384         | (ردمك 9782745130532) | [ 20 ]               |
| ما لا يستغني عنه الإنسان من ملح اللسان (في النحو)                                                  | العربية | دار الكتب العلمية             | 96          | (ردمك 9782745167064) | [ 21 ] [ 22 ]        |
| شرح كتاب سر الروح                                                                                  | العربية | دار الكتب العلمية             | 368         | (ردمك 9782745152596) | [ 23 ]               |
| الإعلام بسن الهجرة إلى الشام                                                                       | العربية | دار ابن حزم                   | 152         |                      | [ 24 ]               |
| مصاعد النظر للإشراف على مقاصد السور ، الجزء الثالث                                                 | العربية | دار المعارف، الرياض           | 527         |                      | [ 25 ]               |
| مصاعد النظر للإشراف على مقاصد السور ، الجزء الثاني                                                 | العربية | دار المعارف، الرياض           | 502         |                      | [ 26 ]               |
| أسواق الأشواق من مصارع العشاق (مخطوط)                                                              | العربية | مكتبة الخزانة العامة، بالرباط | 279         |                      | [ 27 ]               |

### أجزاء كتاب نظم الدرر في تناسب الآيات والسور
| العنوان                                                  | اللغة   | الناشر            | عدد الصفحات | المصدر        |
| -------------------------------------------------------- | ------- | ----------------- | ----------- | ------------- |
| نظم الدرر في تناسب الآيات والسور - الجزء الأول           | العربية | دار الكتب العلمية | 268         | [ 28 ]        |
| نظم الدرر في تناسب الآيات والسور - الجزء الثاني          | العربية | دار الكتب العلمية | 241         | [ 29 ]        |
| نظم الدرر في تناسب الآيات والسور - الجزء الثالث          | العربية | دار الكتب العلمية | 269         | [ 30 ]        |
| نظم الدرر في تناسب الآيات والسور - الجزء الرابع          | العربية | دار الكتب العلمية | 342         | [ 31 ]        |
| نظم الدرر في تناسب الآيات والسور - الجزء الخامس          | العربية | دار الكتب العلمية |             | [ 32 ]        |
| نظم الدرر في تناسب الآيات والسور - الجزء السادس          | العربية | دار الكتب العلمية | 349         | [ 33 ]        |
| نظم الدرر في تناسب الآيات والسور - الجزء السابع          | العربية | دار الكتب العلمية | 449         | [ 34 ]        |
| نظم الدرر في تناسب الآيات والسور - الجزء الثامن          | العربية | دار الكتب العلمية | 555         | [ 35 ]        |
| نظم الدرر في تناسب الآيات والسور - الجزء التاسع          | العربية | دار الكتب العلمية | 402         | [ 36 ]        |
| نظم الدرر في تناسب الآيات والسور - الجزء العاشر          | العربية | دار الكتب العلمية | 361         | [ 37 ] [ 38 ] |
| نظم الدرر في تناسب الآيات والسور - الجزء الحادي عشر      | العربية | دار الكتب العلمية | 454         | [ 39 ]        |
| نظم الدرر في تناسب الآيات والسور - الجزء الثاني عشر      | العربية | دار الكتب العلمية | 455         | [ 40 ] [ 41 ] |
| نظم الدرر في تناسب الآيات والسور - الجزء الثالث عشر      | العربية | دار الكتب العلمية | 399         | [ 42 ]        |
| نظم الدرر في تناسب الآيات والسور - الجزء الرابع عشر      | العربية | دار الكتب العلمية | 454         | [ 43 ]        |
| نظم الدرر في تناسب الآيات والسور - الجزء الخامس عشر      | العربية | دار الكتب العلمية |             | [ 44 ]        |
| نظم الدرر في تناسب الآيات والسور - الجزء السادس عشر      | العربية | دار الكتب العلمية | 532         | [ 45 ]        |
| نظم الدرر في تناسب الآيات والسور - الجزء السابع عشر      | العربية | دار الكتب العلمية | 841         | [ 46 ]        |
| نظم الدرر في تناسب الآيات والسور - الجزء الثامن عشر      | العربية | دار الكتب العلمية | 241         | [ 47 ] [ 48 ] |
| نظم الدرر في تناسب الآيات والسور - الجزء التاسع عشر      | العربية | دار الكتب العلمية | 520         | [ 49 ]        |
| نظم الدرر في تناسب الآيات والسور - الجزء العشرين         | العربية | دار الكتب العلمية |             | [ 50 ]        |
| نظم الدرر في تناسب الآيات والسور - الجزء الحادي والعشرين | العربية | دار الكتب العلمية |             | [ 51 ]        |

## كتب عنه
1. الإمام برهان الدين البِقاعي: جهاده ومنهاج تأويله بلاغة القرآن، تأليف محمود توفيق سعد، مكتبة وهبة بالقاهرة، 1424هـ/ 2003م.
2. فهرست مصنفات البقاعي، تأليف محمد أجمل أيوب الإصلاحي، مطبوعات مكتبة الملك فهد الوطنية بالرياض، 1426هـ/ 2005م.
3. التناسب القرآني عند برهان الدين البِقاعي، رسالة (دكتوراه) للباحث محمود توفيق سعد بتقدير ممتاز مع مرتبة الشرف الأولى، من كلية اللغة العربية بجامعة الأزهر بالقاهرة، عام 1983.

## وفاته
لم يزل برهان الدين البقاعي يكابد الشدائد ويناهد العظائم قبل رحلته من مصر، وبعد رحلته إلى دمشق، حتى توفي في ليلة السبت الثامن عشر من رجب سنة 885 هـ، ودفن خارج دمشق من جهة قبر عاتكة.